# Chapter VII : Hope & Sorrow
Chapter VII: Hope & Sorrow es el séptimo álbum de estudio de la banda estadounidense de metal alternativo Sevendust y el último en contar con el guitarrista Sonny Mayo reemplazado por Clint Lowery antes del lanzamiento del álbum. Se lanzó el 1 de abril de 2008, a través de la discográfica de la banda 7 Bros. Records, junto a Warner Music Group. Cuenta con las colaboraciones de Chris Daughtry (Daughtry), Myles Kennedy (Alter Bridge, Slash) y Mark Tremonti (Alter Bridge, Creed).

## Lista de canciones
| N.º | Título                          | Escritor(es)                   | Duración |  |
| 1.  | «Inside»                        | Witherspoon/Rose/Connolly      | 4:36     |  |
| 2.  | «Enough»                        | Sevendust                      | 4:34     |  |
| 3.  | «Hope» (feat. Mark Tremonti)    | Sevendust                      | 4:42     |  |
| 4.  | «Scapegoat»                     | Witherspoon/Rose               | 3:55     |  |
| 5.  | «Fear»                          | Sevendust                      | 5:06     |  |
| 6.  | «The Past» (con Chris Daughtry) | Witherspoon/Mayo/Rose/Connolly | 3:53     |  |
| 7.  | «Prodigal Son»                  | Witherspoon/Rose               | 3:33     |  |
| 8.  | «Lifeless»                      | Sevendust                      | 4:34     |  |
| 9.  | «Sorrow» (con Myles Kennedy)    | Witherspoon/Rose/Connolly      | 4:49     |  |
| 10. | «Contradiction»                 | Sevendust                      | 3:24     |  |
| 11. | «Walk Away»                     | Witherspoon/Rose               | 6:34     |  |

### Pistas adicionales
- "Lucky One" (exclusivo de versión Best Buy) - 3:05[7]
- "Heart in Your Hands" (exclusivo de versión Best Buy) - 3:35[7]
- "Disgust" (exclusivo de versióniTunes) - 3:40

## Personal
- Lajon Witherspoon – voz
- John Connolly – guitarra rítmica, coros
- Sonny Mayo – guitarra líder
- Vinnie Hornsby – bajo
- Morgan Rose – batería, coros
- Travis Daniels - programación, violonchelo (1), teclados (1, 3)
- Mark Tremonti - guitarra líder (3)
- Chris Daughtry - voz adicional (6)
- Myles Kennedy - voz adicional (9)

## Posición en listas

### Álbum
| Año  | Lista                              | Posición | Ref.   |
| ---- | ---------------------------------- | -------- | ------ |
| 2008 | The Billboard 200                  | 19       | [ 8 ]  |
| 2008 | The Billboard Comprehensive Albums | 20       |        |
| 2008 | Top Hard Rock Albums               | 12       | [ 9 ]  |
| 2008 | Top Rock Albums                    | 9        | [ 10 ] |
| 2008 | Top Modern Rock/Alternative Albums | 6        | [ 11 ] |
| 2008 | Top Digital Albums                 | 19       | [ 12 ] |

### Sencillos
| Año  | Canción        | Lista                  | Posición más alta |
| ---- | -------------- | ---------------------- | ----------------- |
| 2008 | "Prodigal Son" | Mainstream Rock Tracks | 19                |
| 2008 | "The Past"     | Mainstream Rock Tracks | 27                |